# Fuquan Edwin
Fuquan Edwin (Paterson, 17 settembre 1991) è un ex cestista statunitense.

## Palmarès
- All-NBDL All-Defensive First Team (2015)